# High Resoluton Melt
High Resolution Melt (HRM) er en avanceret analyse af smeltekurverne for dobbeltstrenget DNA efter en PCR.
Metoden bruges især til at analysere gensekvenser for SNP og mutationer i form af punktmutationer, deletioner og inerstationer i DNA-stykker op til 250 bp..
Metoden er hovedsagelig softwarebaseret, men et PCR-apparatur med mulighed for realtime PCR og en PCR-blok, der kan indstilles i 0,3 graders temperaturintervaller er nødvendig.

## Princip
Analysen udføres ved, at man ganske langsomt opvarmer sit dobbeltstrengede DNA fra ca. 50 grader op til 95 grader. Det dobbeltstrengede DNA vil herefter denaturere ved en bestemt temperatur. 
Temperaturen, hvor DNA'en denaturerer, er betinget af længden af DNA'en og sammensætningen af baserne adenin, guanin, thymin og cytosin.
Grunden til dette er, at baserne guanin og cytosin kobles sammen ved hjælp af 3 hydrogenbindinger, Dette medfører, at et højere indhold af disse baser i forhold til de to andre, som kun har 2 hydrogenbindinger, vil give en højere smeltetemperatur (temperaturen, hvor DNA denaturerer).
Desuden vil en længere DNA-streng være mere holdbar end en kortere.
Dette kan registreres ved at måle fluroscensen af et specielt farvestof, der binder sig imellem DNA-strengene. Når DNA-strengene så går fra hinanden, vil farvestoffet blive frigivet og ophøre med at fluroscere. På den måde kan man måle præcist, ved hvilken temperatur strengene går fra hinanden.
Denne kurve kan så aflæses og sammenlignes med kendte kurver. Her vil man kunne se, om der er tale om en kendt gensekvens, eller om der er mutationer i sekvensen.